# Harvel (Illinois)
Pour les articles homonymes, voir Harvel (homonymie).
Harvel est un village des comtés de Christian et Montgomery dans l'Illinois, aux États-Unis,. Il est incorporé le 27 avril 1877.

## Démographie
Lors du recensement de 2010, le village comptait une population de 223 habitants. Elle est estimée, en 2016, à 213 habitants.

## Source de la traduction
- (en) Cet article est partiellement ou en totalité issu de l’article de Wikipédia en anglais intitulé « Harvel, Illinois » (voir la liste des auteurs).